# Kaufhaus Sachs & Berlowitz
Das Kaufhaus Sachs & Berlowitz ist ein ehemals im jüdischen Besitz befindliches Kaufhaus in der Schillerstraße 17–19 in der Stadt Weimar in Thüringen, dessen Gebäude sich in einer exponierten Lage am Beginn der Fußgängerzone befindet. An der Rückseite liegt die Schützengasse.

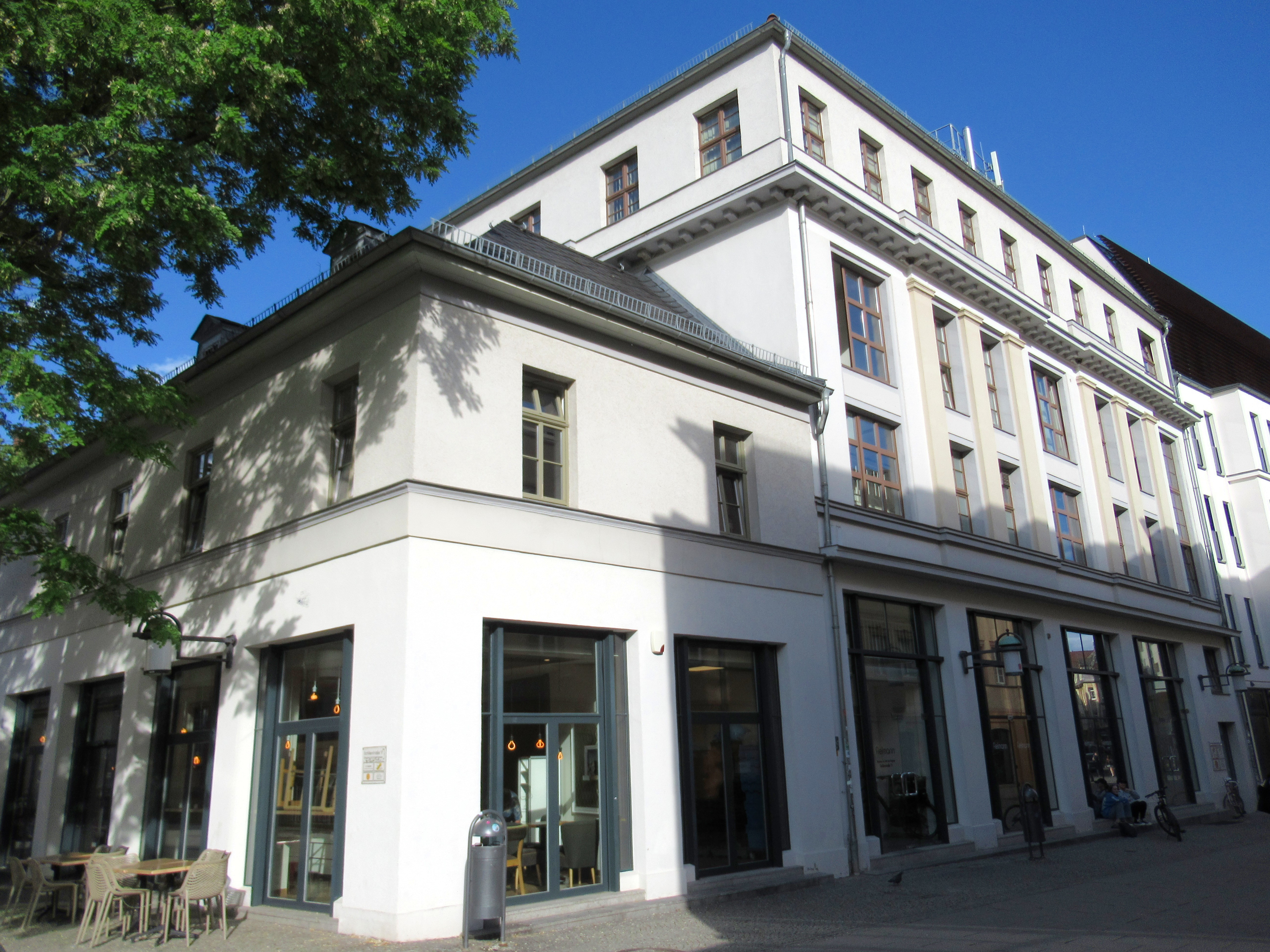
Schillerstraße 17–19, ehemaliges Kaufhaus Sachs & Berlowitz

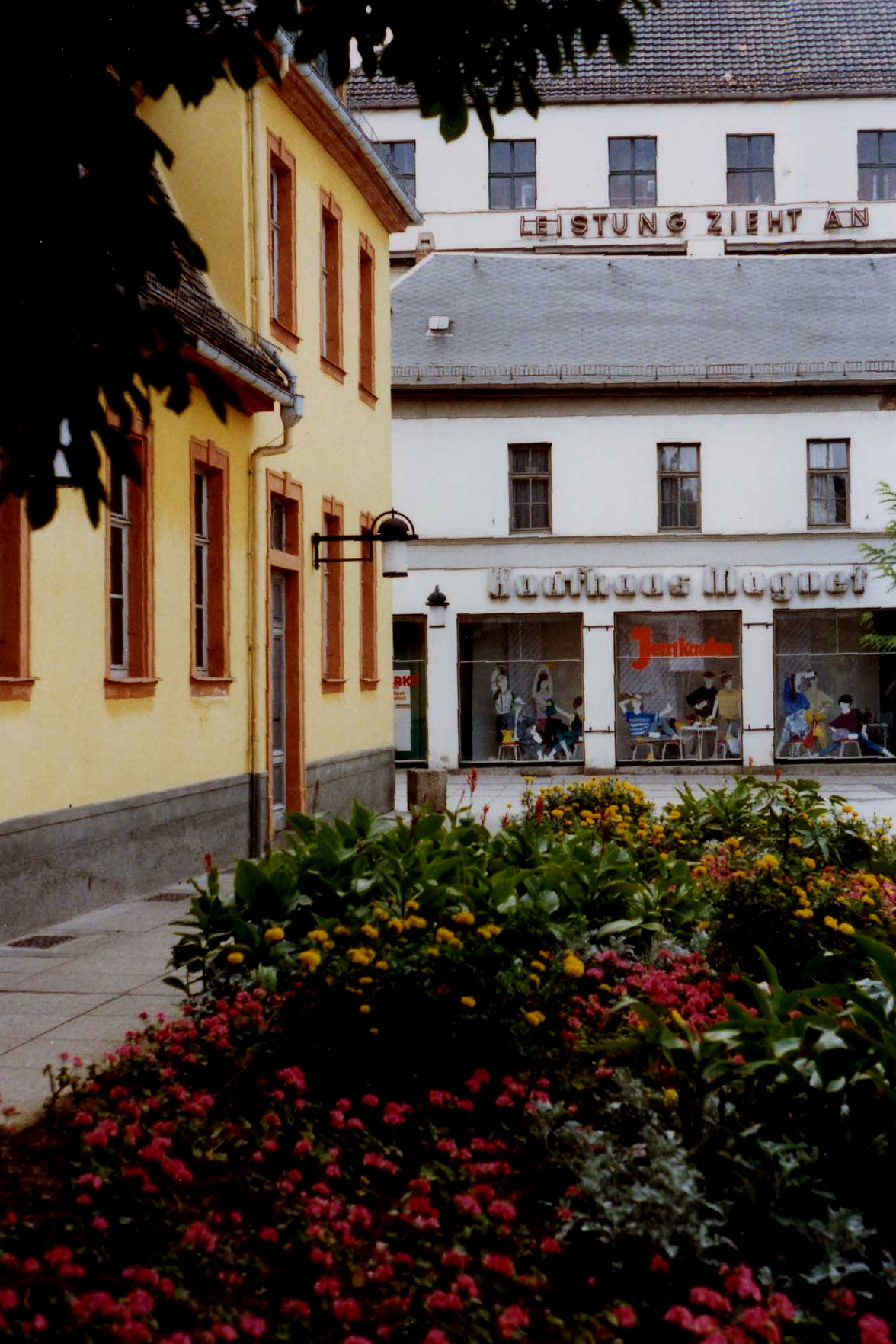
Wittumspalais und Schillerstraße 17–19 als HO-Kaufhaus Magnet (1989)

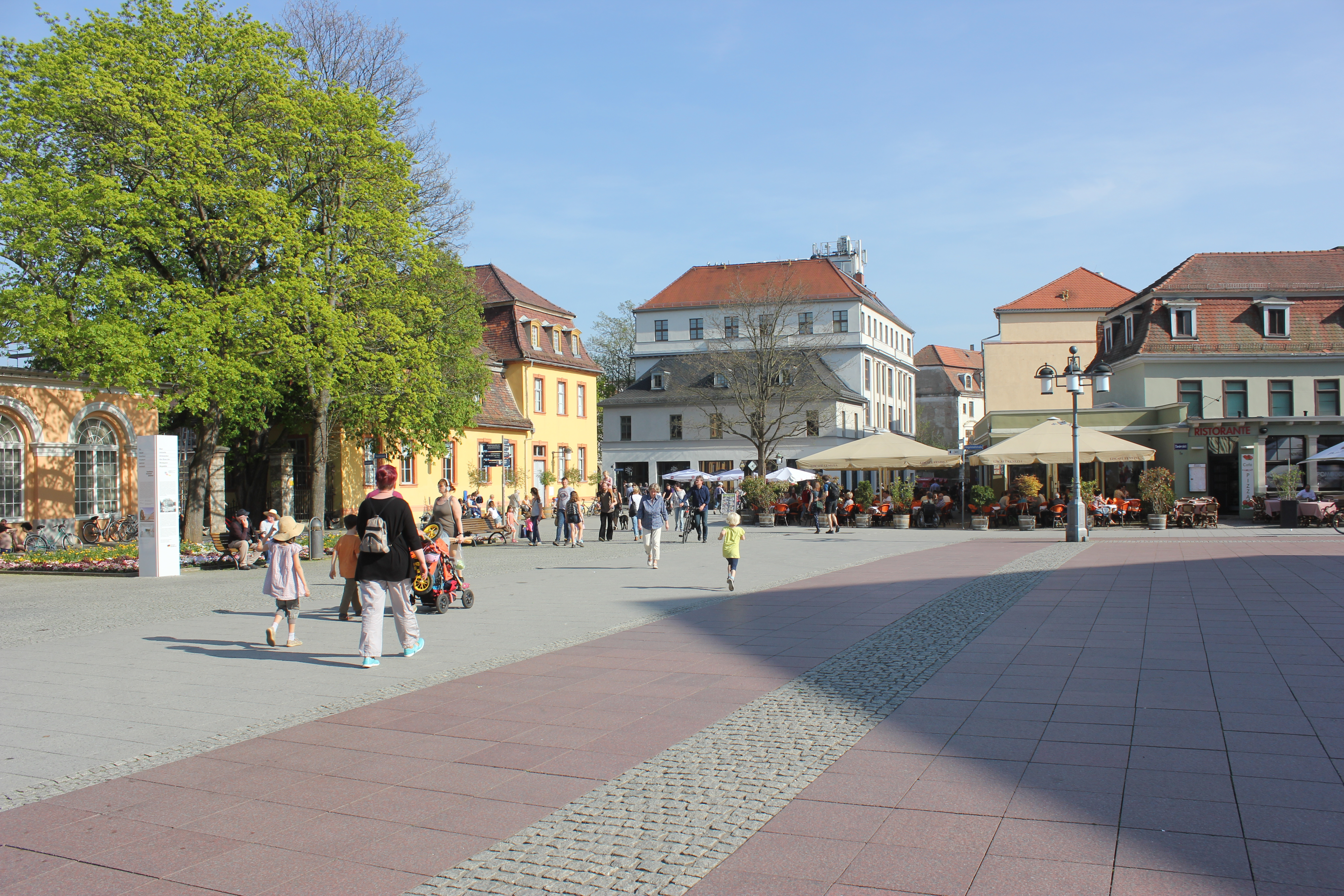
Theaterplatz mit Blick auf die Schillerstraße 19

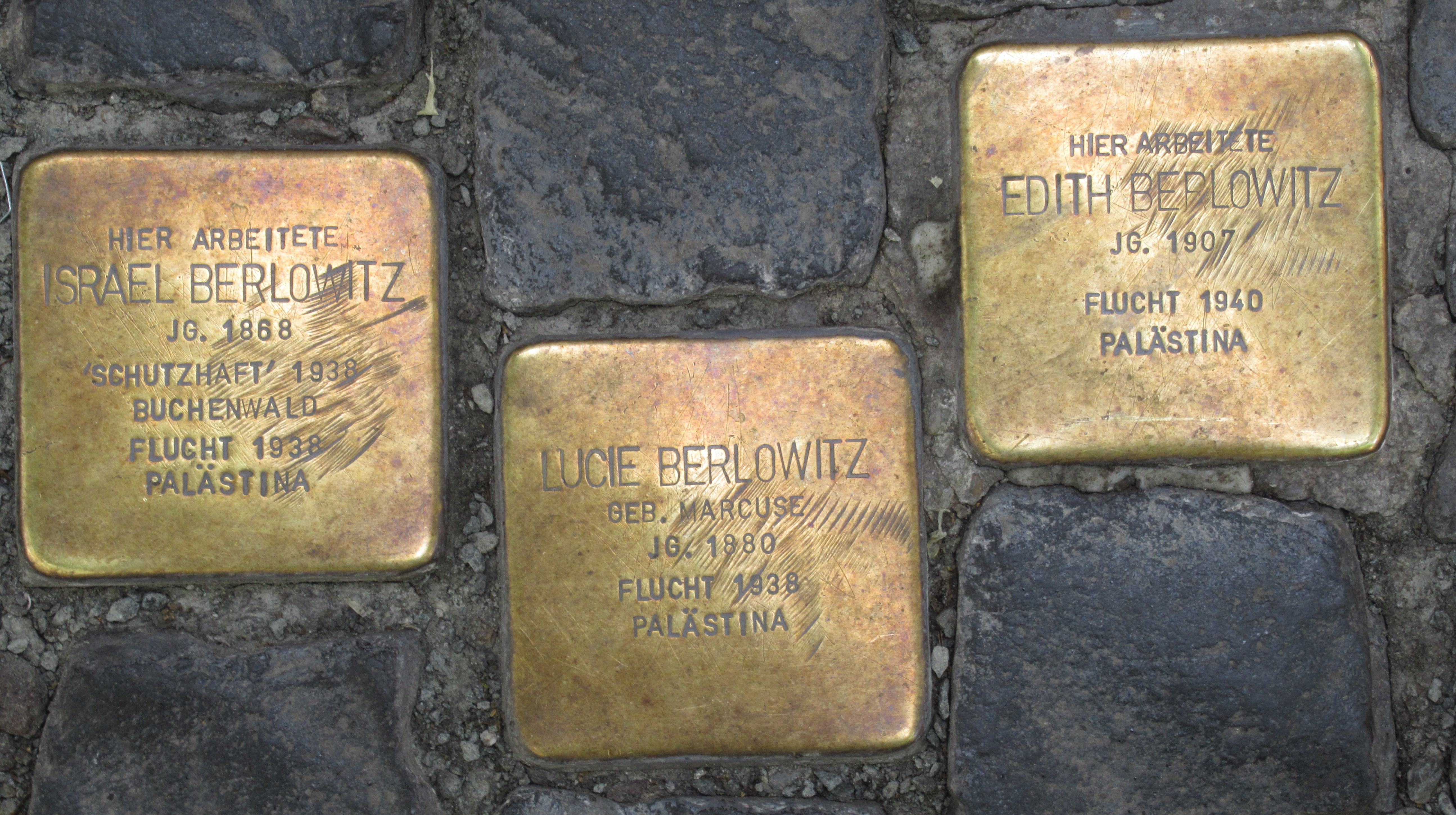
Stolpersteine zur Erinnerung an Israel, Lucie und Edith Berlowitz

## Unternehmens- und Nutzungsgeschichte
Das Modehaus Sachs & Berlowitz war um 1900 schon so erfolgreich, dass ein Neubau in der Schillerstraße an gleicher  Stelle erfolgen konnte. Dieses 1911 errichtete Geschäftshaus war ein Textilgeschäftshaus, welches sich von 1924 bis 1938 im Besitz des Ehepaars Lucie und Israel Berlowitz (1868–1945) bzw. ihrer Tochter Edith befand. Es war das letzte große Warenhaus und seinerzeit auch das modernste, welches dort entstand. Zuvor war Rudolf Sachs (1855–1924) Teilhaber. Rudolf Sachs versuchte zudem in Weimar eine jüdische Gemeinde aufzubauen. Es war der letzte derartige Versuch. Im Jahre 1937 betrug der Jahresumsatz allen Boykottmaßnahmen der Nationalsozialisten zum Trotz ca. eine Million Reichsmark. Im Zuge der Arisierung jüdischen Besitzes verlor die Familie ihr Unternehmen und fast ihr ganzes Vermögen. Israel Berlowitz wurde Ende 1938 für einige Tage im KZ Buchenwald inhaftiert und floh nach seiner Entlassung nach Tel Aviv.
Im Jahre 1948 eröffnete die HO in dem Gebäude ihre erste Filiale in Weimar. In der DDR-Zeit befand sich das Magnet-Kaufhaus im Gebäude und damit eine der bedeutendsten Einkaufsadressen Weimars. Die Erben des Kaufhauses verkauften es 1990 an die Horten AG, Düsseldorf. Heute befinden sich eine Fielmann-Filiale und Arztpraxen in dem größeren Gebäudeteil Hausnr. 17. In dem kleineren Anbau Hausnr. 19, gegenüber dem Goethe- und Schiller-Denkmal zum Theaterplatz bzw. dem Wittumspalais hin, befindet sich die Bäckerei Helbing.

## Baustil des Gebäudes
Das 1911 errichtete Kaufhaus wurde im Sachstil, in einer gemäßigt historisierenden Formensprache, ausgeführt. Die Fassade im 1. Obergeschoss weist antikisierende Versatzstücke auf wie kannelierte Pilaster mit Kapitellen zwischen den schmalen Fenstern. Das darüberliegende Obergeschoss weist hingegen keinerlei Verzierungen auf. Es besitzt ein Walmdach. Der Entwurf stammt von Bruno Röhr von 1910 im Auftrag der Firmengründer. Errichtet wurde es in einer damals modernen Stahlbetonbaukonstruktion.

## Gedenken
Vor dem Kaufhaus befinden sich Stolpersteine für die Familie Berlowitz.